# Circuito Permanente de Jerez
Koordinati:   36°42′30″N, 6°2′3″W
Circuito Permanente de Jerez je dirkališče, ki leži blizu španskega mesta Jerez de la Frontera. Med letoma 1986 in 1997 je gostilo dirko Formule 1, petkrat Veliko nagrado Španije in dvakrat Veliko nagrado Evrope, še danes pa moštva Formula 1 na njem opravljajo testiranja. Od leta 1987 dirkališče gosti tudi dirko Svetovnega prvenstva v motociklizmu, Veliko nagrado Španije

## Zmagovalci

### Formula 1
"Veliko nagrado Evrope" označuje svetlo modro ozadje.
| Sezona | Datum         | Zmagovalec         | Moštvo           | Poročilo |
| ------ | ------------- | ------------------ | ---------------- | -------- |
| 1997   | 26. oktober   | Mika Häkkinen      | McLaren-Mercedes | Poročilo |
| 1994   | 26. oktober   | Michael Schumacher | Benetton-Ford    | Poročilo |
| 1990   | 30. september | Alain Prost        | Ferrari          | Poročilo |
| 1989   | 1. oktober    | Ayrton Senna       | McLaren-Honda    | Poročilo |
| 1988   | 2. oktober    | Alain Prost        | McLaren-Honda    | Poročilo |
| 1987   | 27. september | Nigel Mansell      | Williams-Honda   | Poročilo |
| 1986   | 13. april     | Ayrton Senna       | Lotus-Renault    | Poročilo |

### Motociklizem
| Sezona | Datum     | 125 cm3           | 250 cm3              | MotoGP/500 cm3   | Poročilo |
| 2008   | 30. marec | Simone Corsi      | Mika Kallio          | Dani Pedrosa     | Poročilo |
| 2007   | 25. marec | Gabor Talmacsi    | Jorge Lorenzo        | Valentino Rossi  | Poročilo |
| 2006   | 26. marec | Alvaro Bautista   | Jorge Lorenzo        | Loris Capirossi  | Poročilo |
| 2005   | 10. april | Marco Simoncelli  | Dani Pedrosa         | Valentino Rossi  | Poročilo |
| 2004   | 2. maj    | Marco Simoncelli  | Roberto Rolfo        | Sete Gibernau    | Poročilo |
| 2003   | 11. maj   | Lucio Cecchinello | Toni Elías           | Valentino Rossi  | Poročilo |
| 2002   | 5. maj    | Lucio Cecchinello | Fonsi Nieto          | Valentino Rossi  | Poročilo |
| 2001   | 6. maj    | Masao Azuma       | Daijiro Kato         | Valentino Rossi  | Poročilo |
| 2000   | 30. april | Emilio Alzamora   | Ralf Waldmann        | Kenny Roberts Jr | Poročilo |
| 1999   | 9. maj    | Masao Azuma       | Valentino Rossi      | Álex Crivillé    | Poročilo |
| 1998   | 3. maj    | Kazuto Sakata     | Loris Capirossi      | Álex Crivillé    | Poročilo |
| 1997   | 4. maj    | Valentino Rossi   | Ralf Waldmann        | Álex Crivillé    | Poročilo |
| 1996   | 12. maj   | Haruchika Aoki    | Max Biaggi           | Michael Doohan   | Poročilo |
| 1995   | 7. maj    | Haruchika Aoki    | Tetsuya Harada       | Alberto Puig     | Poročilo |
| 1994   | 8. maj    | Kazuto Sakata     | Jean-Philippe Ruggia | Michael Doohan   | Poročilo |
| 1993   | 2. maj    | Kazuto Sakata     | Tetsuya Harada       | Kevin Schwantz   | Poročilo |
| 1992   | 10. maj   | Ralf Waldmann     | Loris Reggiani       | Michael Doohan   | Poročilo |
| 1991   | 12. maj   | Noboru Ueda       | Helmut Bradl         | Michael Doohan   | Poročilo |
| 1990   | 6. maj    | Jorge Martínez    | John Kocinski        | Wayne Gardner    | Poročilo |
| 1989   | 30. april | Álex Crivillé     | Luca Cadalora        | Eddie Lawson     | Poročilo |
| 1987   | 26. april | Fausto Gresini    | Martin Wimmer        | Wayne Gardner    | Poročilo |